# خربق مشرقي
الخَربَق المشرقي أو خربق الشرق  نوع نباتي يتبع جنس الخَربَق من الفصيلة الحوذانية.

## الموئل والانتشار
موطن هذا النوع الصين.

## الوصف النباتي
النبات عشبي معمر.

## أسماء أخرى
- الخربق الصيني

- وسائط من كومنز
- صفحة من ويكي أنواع